# Segundo programa de audio
Segundo programa de audio  (en inglés: Supplementary Audio Program o Second Audio Program, más conocido por sus siglas de SAP) es un canal de audio auxiliar generalmente mono, que en forma simultánea es transmitido en la programación de un canal de televisión. Su objetivo principal es otorgar una opción de audio para el televidente, como por ejemplo, la voz original en una película, la cobertura de un evento sin los comentarios de los presentadores, o también inclusive, ofrecer otro grupo de presentadores para el mismo evento, relato alternativo o audio alternativo.
Este sistema comenzó en los Estados Unidos como parte de la MTS en 1984, en la década de los años 1990 algunos televisores ya contaban con el servicio sin embargo solo unos pocos transmitián en esta opción de audio, no fue desde la llegada de los televisores en  alta definición que los canales de televisión adoptarón este sistema debido a sus programas de emisión internacional.
Los canales transmiten 1 señal de vídeo y 3 canales de audio (Estéreo izquierdo, Estéreo derecho y SAP) y no está disponible para entradas de vídeo.
En países bilingües es fundamental este servicio, un ejemplo es Canadá donde la televisión parlamentaria debe emitir en inglés y francés al mismo tiempo. Debido a la cantidad de programas doblados para el público hispanohablante de los EE. UU. se le llama en broma "Spanish audio program", programa de audio en español.

## Canales de radio

### Musicales

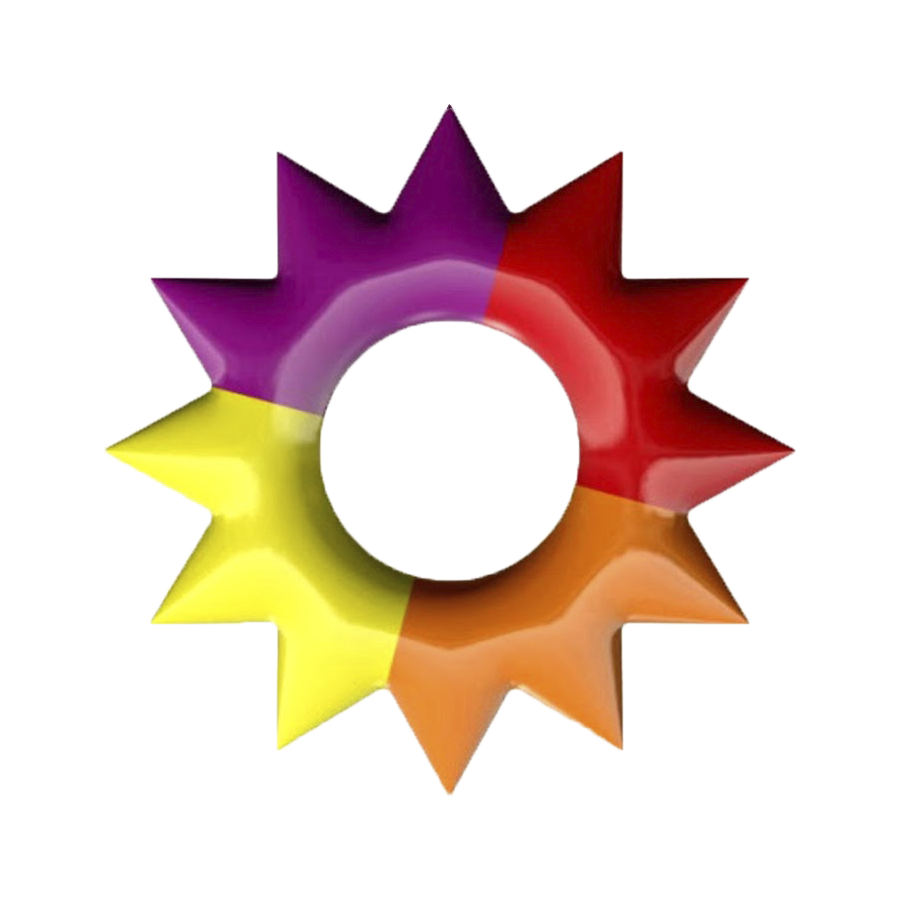
eltrece es la más escuchada de segundo programa de audio desde 1994.